# Bácsbokod
Bácsbokod (hongrois : Bácsbokod [ˈbaːt͡ʃbokod] ; croate : Bikić ; allemand : Wikitsch) est une localité hongroise située dans le comitat de Bács-Kiskun.

## Site et localisation

### Topographie et hydrographie
Bácsbokod est située dans la région de la Bácska, sur un terrain ondulé et légèrement vallonné, qui s'élève progressivement en direction du nord. La localité se trouve à environ 20 kilomètres à l'est du Danube, à une altitude comprise entre 110 et 125 mètres au-dessus du niveau de la mer.

## Histoire
Le territoire de Bácsbokod est mentionné dès le XIVe siècle sous différentes formes. En 1340, l'abbé de Czikádor céda à un certain Tőttös deux villages abandonnés dans le comitat de Bodrog, Pog et Bukud, dont le nom apparaît ensuite sous les variantes Bukyd, Bewkud ou Békéss, formes anciennes de Bököd, village disparu qui se situait probablement à proximité de l'actuelle localité. Ces terres passèrent entre les mains de plusieurs familles nobles, dont les Tőttös, Zsámboki, Sulyok, Porkoláb, puis firent l'objet de litiges entre seigneurs et l'abbaye de Czikádor.
Aux XVe et XVIe siècles, le village possédait un château et servait de résidence à plusieurs lignées aristocratiques. Lors de la bataille de Mohács en 1526, une grande partie de la population fut décimée. La tradition rapporte qu'une partie des habitants se réfugia dans le Gömör. Des colons serbes s'installèrent ensuite dans la région, déformant le nom hongrois de Bököd en Bikity (forme attestée dès 1542 dans les registres ecclésiastiques).
Selon les registres ottomans, Bikity comptait 47 foyers imposables en 1580, et 42 en 1590. En 1598, la population serbe quitta les lieux pour s'installer dans la région d'Esztergom. Le domaine fut ensuite réattribué par le pouvoir des Habsbourg : János Kéry le reçut en 1627, suivi en 1658 par Pál Serényi, à qui le vice-roi Ferenc Wesselényi en fit don.
En 1700, le site est décrit comme un lieu déserté, bien qu'on y loge encore des soldats en 1721. Dans les décennies suivantes, Bikity fut intégré à la seigneurie de Baja, d'abord aux mains de la famille Czobor, puis aux familles Grassalkovich, Széchényi, Héderváry-Viczay, et enfin Zichy-Ferraris. En 1751, un contrat fut signé entre les habitants et leur seigneur, précisant les redevances et obligations en nature.
En 1862, la localité accéda à la propriété de ses terres par rachat collectif. À cette époque, le village s'était déjà consolidé comme centre rural structuré.
Pendant la Seconde Guerre mondiale, la commune fut le théâtre de plusieurs événements tragiques. Dans la nuit du 26 août 1944, un chasseur allemand attaqua un bombardier britannique de type Halifax Mk II srs. 1a (immatriculé JD-362), appartenant à l'unité 1586. Flight. L'appareil, identifié par le marquage « E rouge », explosa en vol à proximité de la ferme Schäffer avant de s'écraser. Les membres d'équipage, d'abord inhumés à Bácsbokod, furent transférés en 1946 au cimetière militaire britannique de Solymár. L'épave de l'avion fut enlevée dès 1944.
Le 22 octobre 1944, un détachement arrière du 16e bataillon de gardes-frontières hongrois fut laissé en couverture près de Bácsbokod pour ralentir l'avance de la 46e armée soviétique. Seize soldats hongrois tombèrent au combat alors qu'ils protégeaient le repli de leur unité vers Baja. Leur mémoire est honorée par deux tombes militaires dans le cimetière catholique de la commune et par une croix commémorative en bord de route, érigée à la limite du territoire communal.

## Population

### Minorités culturelles et religieuses
Lors du recensement de 2011, 87,4 % des habitants de Bácsbokod se déclaraient hongrois, 11,8 % allemands, 3,7 % croates, 0,7 % roms, et 0,2 % serbes. Environ 12,5 % des personnes interrogées n'ont pas souhaité répondre. La somme des pourcentages peut dépasser 100 % en raison des identités multiples autorisées dans le recensement.
La répartition religieuse était alors la suivante : 63,1 % de catholiques romains, 2,9 % de réformés, 0,1 % d'évangéliques, 10 % de personnes sans confession, tandis que 22,7 % n'ont pas répondu à la question.
En 2022, 88,9 % de la population s'identifiait comme hongroise, 5,3 % comme allemande, 2 % comme croate, 0,6 % comme rom, 0,4 % comme serbe, 0,1 % comme roumaine, et 1 % comme appartenant à une autre nationalité non autochtone. Le taux de non-réponse s'élevait à 10,9 %.
Concernant l'appartenance religieuse en 2022, 38,2 % des habitants se déclaraient catholiques romains, 1,7 % réformés, 0,2 % gréco-catholiques, 0,1 % évangéliques, 1,2 % autres chrétiens, 1,3 % autres catholiques et 15,6 % sans confession ; 41,5 % des répondants ont choisi de ne pas se prononcer.

## Équipements

### Éducation
La localité dispose d'un établissement scolaire principal, l'école élémentaire Ferenc Móra, qui assure l'enseignement primaire pour les enfants de Bácsbokod et des environs.

### Réseaux extra-urbains
Les localités voisines sont : Felsőszentiván au nord, Mátételke au nord-est, Bácsalmás à l'est, Bácsborsód au sud, Vaskút au sud-ouest, et Baja au nord-ouest. La commune de Csávoly, située au nord, est la plus proche en distance, mais leurs territoires administratifs ne sont pas contigus.
La localité est desservie principalement par la route 5501, qui constitue son principal axe de communication routière et permet de rejoindre aussi bien Baja que Bácsalmás. Elle est reliée à Mátételke par la route 5504, et à Csávoly ainsi qu'à Bácsborsód par la route 5505.
Du point de vue ferroviaire, Bácsbokod est située sur la ligne Bátaszék–Kiskunhalas du réseau national. Une seule gare dessert la commune : la gare de Bácsbokod–Bácsborsód, située dans la partie sud du périmètre urbain, à proximité du passage à niveau de la route 5505. Elle est accessible par une route secondaire, la 55305, qui se détache de la route principale en direction de l'est.

## Personnalités liées à la localité
Plusieurs personnalités notables sont nées à Bácsbokod. La femme politique Mónika Lamperth, née le 5 septembre 1957, y a vu le jour. Elle a été députée et a exercé plusieurs fonctions ministérielles au sein des gouvernements hongrois du début des années 2000. Le clarinettiste Ferenc Meizl, né le 11 février 1924, est également originaire de la localité. Il est reconnu pour son parcours artistique et son apport à la musique classique hongroise.